# Aoraki granulosa
Espèce
Synonymes
- Rakaia granulosa Forster, 1952

Aoraki granulosa est une espèce d'opilions cyphophthalmes de la famille des Pettalidae.

## Distribution
Cette espèce est endémique de Nouvelle-Zélande. Elle se rencontre dans les régions du Waikato et de Manawatū-Whanganui.

## Description
Le mâle holotype mesure 2,58 mm et la femelle paratype 3,2 mm.

## Systématique et taxinomie
Cette espèce a été décrite sous le protonyme Rakaia granulosa par Forster en 1952. Elle est placée dans le genre Aoraki par Boyer et Giribet en 2007.

## Publication originale
- Forster, 1952 : « Supplement to the Sub-order Cyphophthalmi. » Dominion Museum Records in Entomology, vol. 1, no 9, p. 179–211.